# Músculo recto posterior mayor de la cabeza
El músculo recto posterior mayor de la cabeza (musculus rectus capitis posterior major) surge desde un delgado tendón desde la apófisis espinosa del axis, ensanchándose mientras asciende, hasta insertarse en la parte lateral de la línea nucal inferior del hueso occipital y la superficie de este hueso inmediatamente después, por debajo de esta línea.
En 2011, Scali et al. reporta a un suave tejido conectivo pasando desde este músculo hacia la dura madre cervical. Varios manifiestos clínicos podrían hacer converger esta relación anatómica. Esto también podría postular que esta conexión sirve como monitor de la tensión de la dura madre junto con el músculo recto posterior menor de la cabeza.
Como este músculo tiene 2 extremos que atraviesan de forma ascendente y diagonalmente, deja ver a través de un espacio triangular el músculo recto posterior menor de la cabeza.
La acción principal de este músculo es extender y rotar el cuello a nivel de la articulación atlanto-occipital.